# مدین (آلبوم)
مدیَن (به انگلیسی: Midian) آلبومی از کریدل آو فیلث است که در سال ۲۰۰۰ میلادی منتشر شد.